# Grieken in Roemenië
Met Grieken in Roemenië (Roemeens: Grecii din România; Grieks: Έλληνες της Ρουμανίας) worden in Roemenië wonende etnische Grieken, of Roemenen van Griekse afkomst aangeduid. De Grieken vormen een van de erkende minderheidsgroepen in Roemenië en hebben een lange geschiedenis in het land. In de 18e eeuw werden Walachije en Moldavië bestuurd door Griekse Fanarioten, in opdracht van de Ottomaanse sultan. Ook de orthodoxe kerk in het huidige Roemenië werd lang gedomineerd door Griekstaligen.
In 2011 was Izvoarele (Grieks: Ιζβοάρελε; 43,82%) de gemeente met het hoogste percentage Grieken in Roemenië, gevolgd door Sulina (Grieks: Σουλινάς; 1,69%), beide gelegen in district Tulcea.

## Aantal
Volgens de Roemeense volkstelling van 2002 bestond de Griekse gemeenschap uit 6.472 personen, van wie de meesten in Boekarest en omgeving woonden, gevolgd door de districten in Dobroedzja (Tulcea en Constanța) en Brăila en Galaţi. Bij de volkstelling van 2001 werden er 6.472 Grieken geregistreerd en in 1992 waren er nog 19.594 etnische Grieken. Er is sinds de tweede helft van de twintigste eeuw een intensieve trend van culturele assimilatie gaande, waardoor het aantal Grieken drastisch is gedaald (zie: tabel).

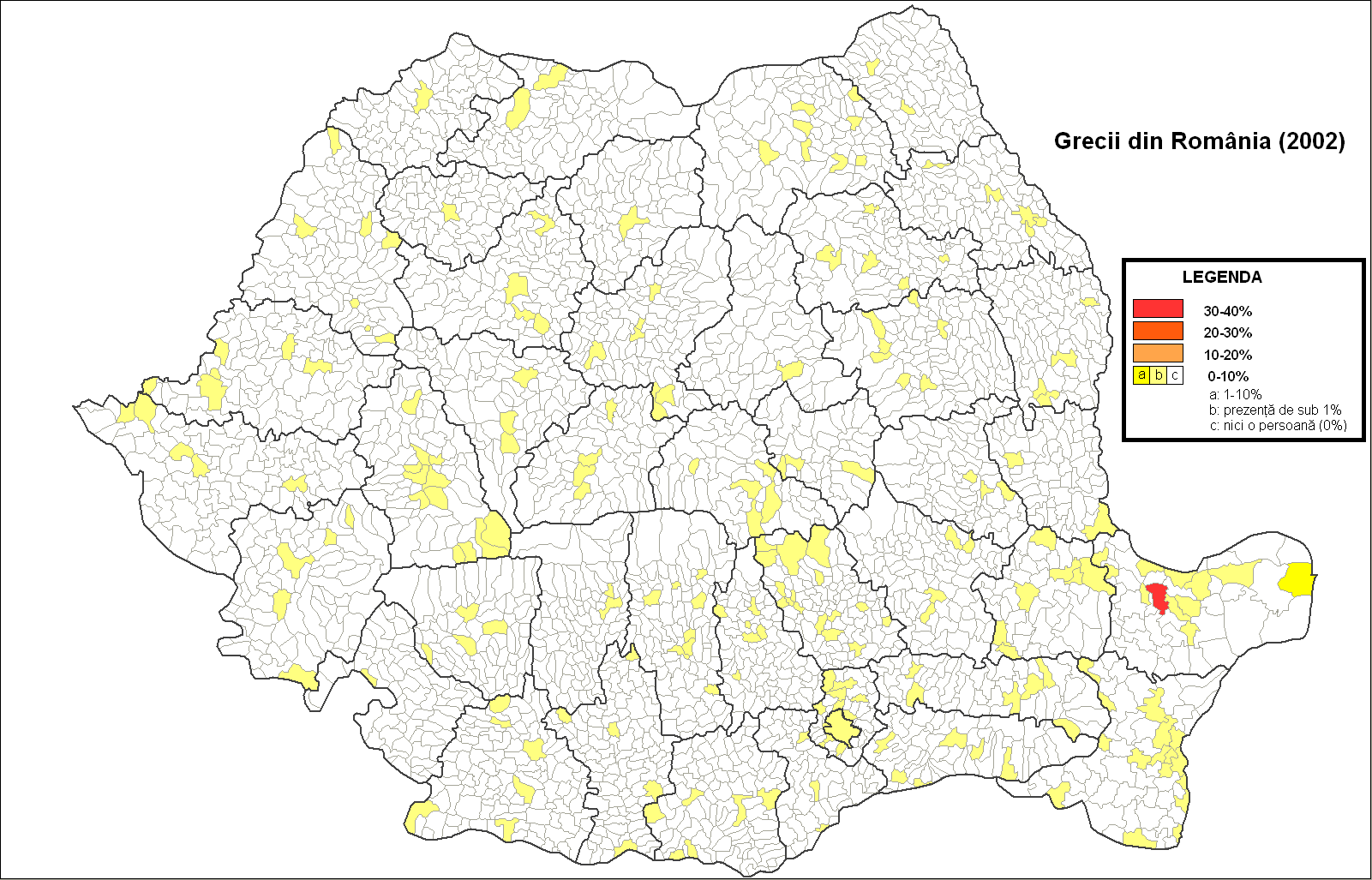
Verspreiding van de Grieken in Roemenië (2002)

### Religie

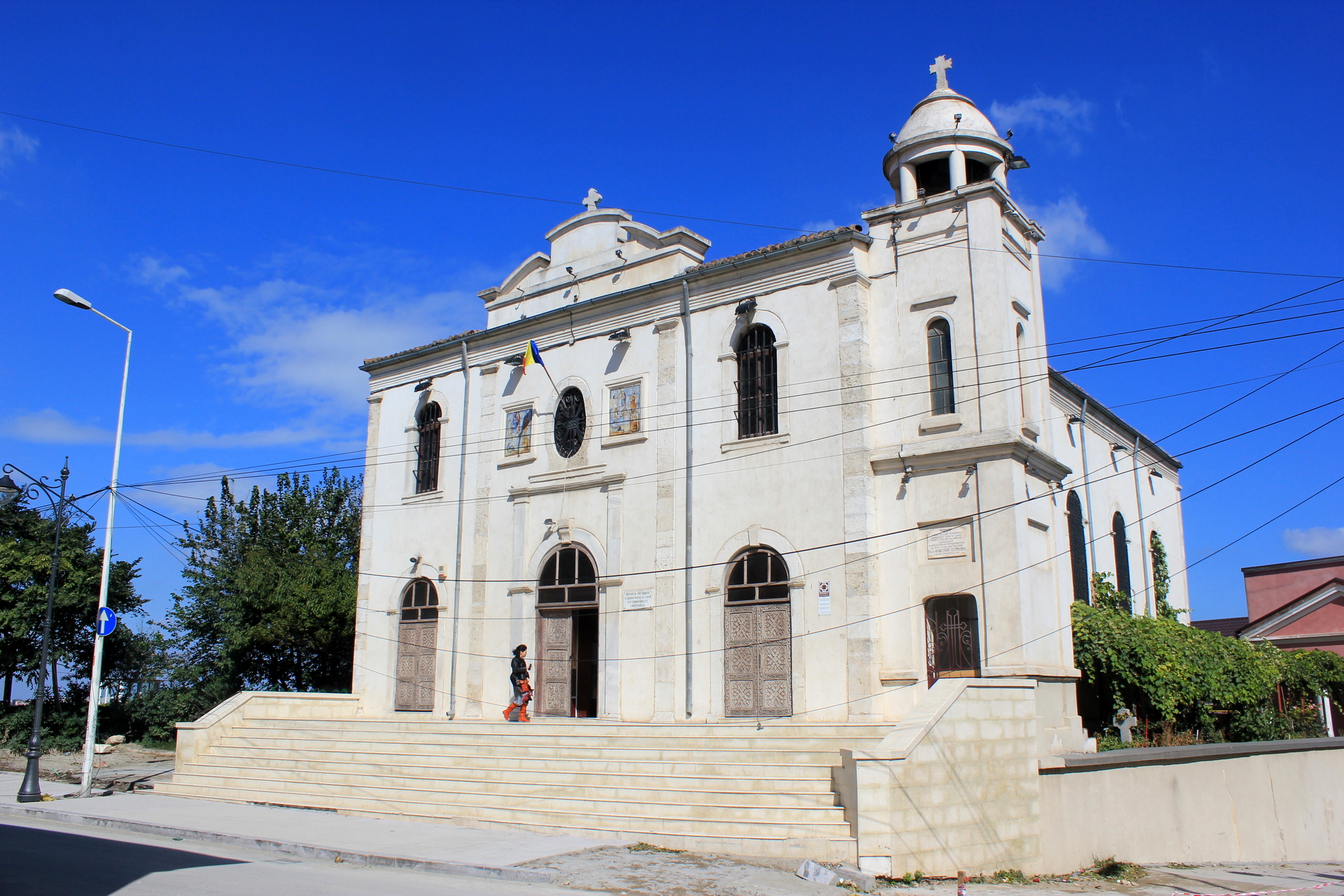
De Grieks-Orthodoxe Kerk van Constanța

Volgens de volkstelling van 2011 is 93,78% van de Griekse gemeenschap aanhanger van het orthodox christendom. Ongeveer 1,39% van de Grieken is katholiek, 0,87% is atheïst of heeft geen religie en 3,86% is aanhanger van een andere religie.

## Politiek
De Helleense Unie van Roemenië, opgericht in 1990, vertegenwoordigt de politieke en culturele belangen van de Griekse gemeenschap in Roemenië. De partij heeft één vertegenwoordiger in de Kamer van Afgevaardigden van Roemenië.

## Bekende Roemenen van Griekse komaf
- Sergiu Celibidache
- Jean Constantin - acteur
- Panait Istrati - schrijver en activist
- Călin Popescu-Tăriceanu - premier van Roemenië
- Iannis Xenakis